# Kurt-Tucholsky-Schule (Flensburg)
Die Kurt-Tucholsky-Schule (KTS) in Flensburg-Tarup ist eine Gemeinschaftsschule mit gymnasialer Oberstufe. Seit 1993 trägt sie den Titel „Europaschule“.

## Geschichte
Gegründet wurde die Schule 1973 mit provisorischem Standort in Husby und einige Jahre später als Kooperative Gesamtschule Flensburg-Adelby (KGS Adelby) mit dem modernen Betonbau an der Richard-Wagner-Straße in grüner Umgebung. Nach 17 Jahren als sogenannte Angebotsschule, ermöglichte erst der Regierungswechsel 1988 und das von der neuen SPD-Landesregierung, unter Björn Engholm durchgesetzte neue Schulgesetz, 1990 die Einstufung als Regelschule. Mit Beginn des Schuljahres 2010/11 ist die Kurt-Tucholsky-Schule offiziell eine Gemeinschaftsschule.

### Umbenennung
1993 erhielt sie auf Antrag der Schülerschaft den Namen Kurt Tucholskys. Die Initiative hierzu ging 1990/91 vom damaligen Schüler Marco Kühnert aus. Nach langwierigen schulinternen Debatten beschloss die Schulkonferenz mit 23:21 Stimmen die Namensgebung gegen den erklärten Willen der Schulleitung, die aber an den Beschluss gebunden war. Der Konferenzbeschluss hatte lediglich den Status eines Antrages, der an den Schulträger (Kreis Schleswig-Flensburg) zu richten war. Nachdem der Schulausschuss des Kreises mit 5:4 Stimmen für die Namensgebung votiert hatte, verhinderten zunächst Beschlüsse des Kreisausschusses (CDU-Mehrheit) und des der CDU angehörenden Landrates die Umsetzung. Die Namensgebung konnte jedoch letztlich auf der höchsten Ebene des Kreises, dem Kreistag Schleswig-Flensburg, von den Mehrheitsfraktionen von SPD und SSW durchgesetzt werden. Die Schulleitung versuchte bis zum Schluss eine Namensänderung zu verhindern. Das schleswig-holsteinische Bildungsministerium als dienstaufsichtführende Behörde erteilte seine Zustimmung, womit das Namensgebungsverfahren 1993 sein erfolgreiches Ende fand.

## Einzugsgebiet
Obwohl in der kreisfreien Stadt Flensburg gelegen, ist die KTS eine Schule des Kreises Schleswig-Flensburg. Einzugsgebiet sind die Grundschulstandorte Glücksburg (Ostsee), Munkbrarup, Langballig, Husby und Flensburg-Tarup. Nur wenn es darüber hinaus freie Plätze gibt, können hier auch Kinder von anderen Grundschulen eingeschult werden.

## Sonstiges
Derzeit hat die KTS 1192 Schüler in 50 Klassen (Stand 2014/2015), die sich auf die drei Schulzweige Hauptschulzweig (5.–9. Klasse), Realschulzweig (5.–10. Klasse) und Gymnasialzweig (5.–10. Klasse) bzw. Gymnasiale Oberstufe (11.–13. Klasse) verteilen.
Die KTS bietet ein sehr breites und vielfältiges Fremdsprachenangebot an.
Ab dem Schuljahr 2012/13 ist es möglich, ab der 7. Jahrgangsstufe, neben Latein, Spanisch als 2. Fremdsprache zu wählen. Die Möglichkeit Französisch zu wählen entfällt, dies ist derzeit einzigartig in Flensburg.
In der 9. Jahrgangsstufe besteht die Wahl der 2. bzw. 3. Fremdsprache. Man kann zwischen Französisch und Dänisch wählen.
Ab der Profiloberstufe, die in der 11. Jahrgangsstufe beginnt, besteht die Wahl zwischen Dänisch und Spanisch.
Das Abitur an der KTS entspricht demjenigen aller anderen Gymnasien in Schleswig-Holstein.
Bekannte ehemalige Schüler sind die Mitglieder der Musikgruppe Echt, die 1997 als Band an der KTS entstand, namentlich Kim Frank, Kai Fischer und Florian Sump.

## Schulpartnerschaften
Die KTS Adelby unterhält zurzeit Partnerschaften zu Schulen in Frankreich, Norwegen, Polen, Schweden, China und Dänemark.

## Persönlichkeiten

### Schüler
- Susanne Falk (* 1976), Schriftstellerin
- Florian Sump (* 1981), Musiker, Schlagzeuger der Band Echt
- Kim Frank (* 1982), Sänger der Band Echt, Regisseur und Autor

### Lehrer
- Susanne Herold (* 1959), CDU-Politikerin, ab 1988 Haupt- und Realschullehrerin